# Coefficient alpha de Cronbach

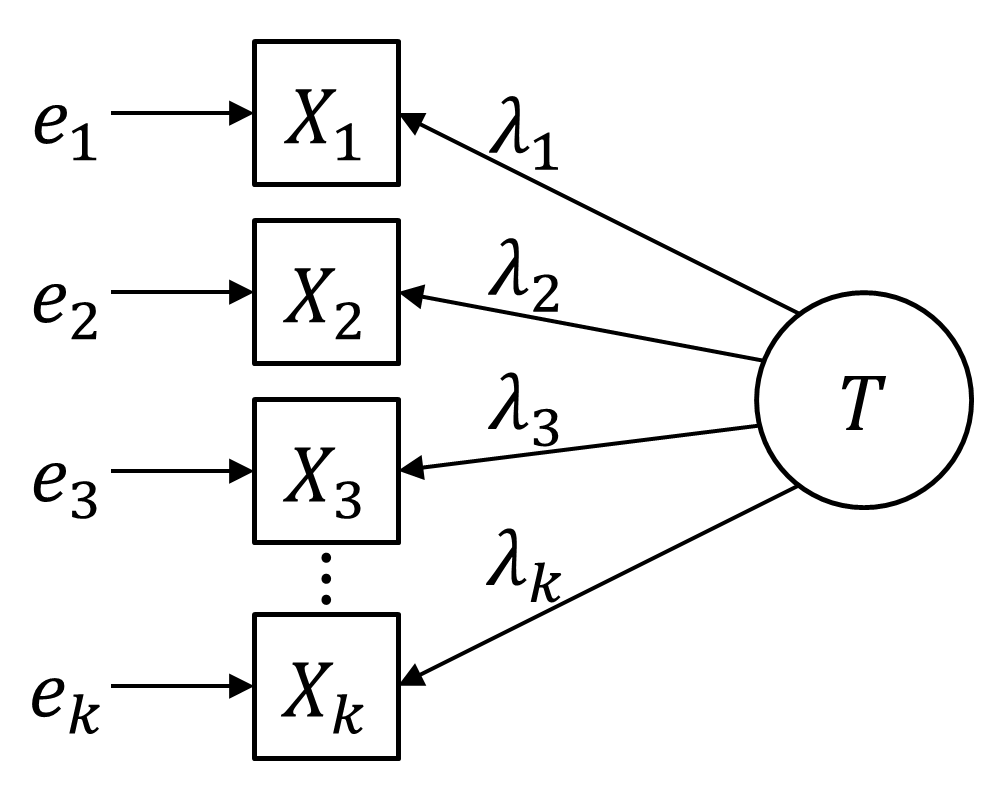

Le coefficient alpha de Cronbach, parfois appelé simplement coefficient {\displaystyle \alpha }, est une statistique utilisée notamment en psychométrie pour mesurer la cohérence interne (ou la fiabilité) des questions posées lors d'un test (les réponses aux questions portant sur le même sujet devant être corrélées). Sa valeur est inférieure ou égale à 1, étant généralement considérée comme « acceptable » à partir de 0,7. Le coefficient alpha de Cronbach doit dans tous les cas être calculé après la validité interne d'un test, on dira donc que la validité interne est un préalable au calcul de la fidélité. 
Il permet donc l’estimation de la fidélité du score à un test. Présenté par Lee Cronbach en 1951, le coefficient alpha peut être conçu comme une généralisation au cas de  variables continues de la formule 20 de Kuder-Richardson (KR-20) pour des items dichotomiques.

## Définition
Le coefficient alpha de Cronbach se définit comme suit :
{\displaystyle \alpha ={{{k} \over {k-1}}\left(1-{{\sum _{i=1}^{k}\sigma _{Y_{i}}^{2}} \over {\sigma _{X}^{2}}}\right)}}
où {\displaystyle k} est le nombre d’items, {\displaystyle \sigma _{X}^{2}} est la variance du score total et {\displaystyle \sigma _{Y_{i}}^{2}} est la variance de l’item i. Une formule alternative et équivalente dans le cas de variances égales des items est :
{\displaystyle \alpha ={\frac {k{\bar {r}}}{1+\left({k-1}\right){\bar {r}}}}}
où {\displaystyle {\bar {r}}} est la corrélation moyenne entre items. On parle alors de score standardisé à la place de score brut ou de formule de Spearman-Brown. La formule indique que, pour autant que la corrélation moyenne ne change pas, la fiabilité d'une échelle augmente à raison de son nombre d'items.

## Interprétation
Bien que plusieurs ouvrages fassent état d'une absence de consensus sur le sujet, de nombreux auteurs,, estiment qu'une valeur alpha supérieure à 0,7 est satisfaisante. Un résultat supérieur à 0,9 est parfois considéré comme souhaitable mais il peut être aussi le signe d'énoncés trop similaires, diminuant paradoxalement la fiabilité réelle de l'échelle.